# Uppsala
Uppsala (antigament, Upsala) és una ciutat del centre de Suècia, a la província històrica d'Uppland, situada uns 70 km al nord d'Estocolm, 35 km al nord de l'aeroport internacional d'Arlanda i uns 100 km al sud de Gävle. Administrativament, és la capital del comtat d'Uppsala (Uppsala län). Amb uns 150.000 habitants (2015), és la quarta ciutat del país (després d'Estocolm, Göteborg i Malmö).
Des de 1164, Uppsala és el centre religiós de Suècia, essent seu de l'arquebisbat de l'Església Sueca. Uppsala és coneguda especialment per la seva universitat (Universitat d'Uppsala) fundada el 1477, fet que la converteix en la més antiga d'Escandinàvia i de tots els Països nòrdics.
La ciutat és travessada pel riu Fyris, que està envoltat per turons morrènics.

## Geografia
Uppsala se situa a la plana d'Uppsala, i el centre de la ciutat es localitza a ambdues ribes del riu Fyris, aproximadament 5 km més amunt de la seva desembocadura al Llac Mälaren, a la seva badia Ekoln, soterrada i parcialment damunt de l'esker d'Uppsala, que s'estén al llarg de la riba occidental del riu i que continua, amb algunes interrupcions, pel sud fins a Estocolm. Des del sud, l'autopista europea E04 que ve d'Estocolm passa per l'est de la ciutat i segueix cap al nord, al llarg de l'esker d'Uppsala, en direcció a Gävle.

## Universitat d'Uppsala
La Universitat d'Uppsala (Uppsala universitet, en suec) es va fundar l'any 1477. És la universitat més antiga dels països nòrdics.

## Llocs d'interès
- Universitat d'Uppsala
- Uppsala Stadsteater, teatre
- Den Lilla Teatern, teatre

## Persones il·lustres nascudes o vinculades a Uppsala
- Santa Brígida de Suècia (Birgitta Birgersdotter) (1303–1373), religiosa, escriptora, teòloga i santa. Una estella d'os es troba com a relíquia a la catedral d'Uppsala.
- Anders Celsius (1701-1744), científic i astrònom, conegut per l'escala Celsius
- Carl von Linné (1707-1778), botànic, científic, metge i zoòleg que establí els fonaments del sistema modern de la nomenclatura binomial
- Lovisa Åhrberg (1801-1881), metgessa i cirurgiana
- Alva Myrdal (1902-1986) política i escriptora, Premi Nobel de la Pau de 1982
- Dag Hammarskjöld (1905–1961), secretari general de l'Organització de les Nacions Unides (ONU) i premi Nobel de la Pau. Enterrat a la catedral d'Uppsala.
- Ingmar Bergman (1918-2007), cineasta, considerat un dels cineastes més importants de la història
- Arvid Carlsson (1923-2018) metge, Premi Nobel de Medicina o Fisiologia de l'any 2000
- Torsten Wiesel (n. 1924) neorobiòleg, Premi Nobel de Medicina o Fisiologia de l'any 1981
- Staffan Olsson (n. 1964), jugador d'handbol
- Åsa Larsson (n. 1966), escriptora de novel·la negra